# European Nations Cup Derde Divisie 2010/12
De European Nations Cup Derde Divisie 2010/12 is het 8e seizoen van de Derde Divisie van de Europe Nations Cup, de op twee na en tevens het laagste niveau in de ENC.
De Derde Divisie bestaat uit 3 landen die een volledige competitie over twee jaar spelen.
Na een halve competitie wordt de stand opgemaakt om een kampioen uit te roepen van de Divisie.
Na de tweede helft wordt de stand van de afgelopen halve competitie gebruikt om de kampioen te bepalen en de stand van de volledige competitie voor de promotie naar de Tweede Divisie.

## Puntensysteem
Teams kunnen als volgt punten verdienen:
- 4 punten voor een overwinning
- 2 punten voor een gelijkspel
- 0 punten voor een verloren wedstrijd
- 1 bonus punt voor het scoren van minimaal 4 tries in een wedstrijd
- 1 bonus punt voor het verliezen van een wedstrijd met 7 of minder punten

## Divisie 3

### Seizoen 2010

#### Eindstand
| #  | Team                  | GW | Win | Gel | Ver | Bon | Pnt | Voor | Tegen | Saldo |
| -- | --------------------- | -- | --- | --- | --- | --- | --- | ---- | ----- | ----- |
| 1. | Bosnië en Herzegovina | 2  | 2   | 0   | 0   | 2   | 10  | 83   | 38    | 45    |
| 2. | Slowakije             | 2  | 1   | 0   | 1   | 1   | 5   | 46   | 50    | -4    |
| 3. | Azerbeidzjan          | 2  | 0   | 0   | 2   | 0   | 0   | 22   | 63    | -41   |

#### Legenda
| Kleur | Kwalificatie voor |
| ----- | ----------------- |
|       | Kampioen 2010     |

#### Wedstrijden
| 25 oktober 2010 | Bosnië en Herzegovina | 45 – 21 | Slowakije | Zenica |
| 25 oktober 2010 |                       |         |           | Zenica |

| 28 oktober 2010 | Azerbeidzjan | 5 – 25 | Slowakije | Zenica |
| 28 oktober 2010 |              |        |           | Zenica |

| 31 oktober 2010 | Bosnië en Herzegovina | 38 – 17 | Azerbeidzjan | Zenica |
| 31 oktober 2010 |                       |         |              | Zenica |

### Seizoen 2011

#### Eindstand
| #  | Team                  | GW | Win | Gel | Ver | Bon | Pnt | Voor | Tegen | Saldo |
| -- | --------------------- | -- | --- | --- | --- | --- | --- | ---- | ----- | ----- |
| 1. | Bosnië en Herzegovina | 1  | 1   | 0   | 0   | 1   | 5   | 48   | 15    | 33    |
| 2. | Slowakije             | 1  | 0   | 0   | 1   | 0   | 0   | 15   | 48    | -33   |
| 3. | Azerbeidzjan          | -  | -   | -   | -   | -   | -   | --   | --    | ---   |

#### Legenda
| Kleur | Kwalificatie voor |
| ----- | ----------------- |
|       | Kampioen 2011     |

#### Wedstrijden
| 9 oktober 2011 | Slowakije | v | Azerbeidzjan | Bratislava |
| 9 oktober 2011 |           |   |              | Bratislava |

| 12 oktober 2011 | Azerbeidzjan | v | Bosnië en Herzegovina | Bratislava |
| 12 oktober 2011 |              |   |                       | Bratislava |

| 15 oktober 2011 | Slowakije | 15 – 48 | Bosnië en Herzegovina | Bratislava Scheidsrechter: Diaconescu |
| 15 oktober 2011 |           |         |                       | Bratislava Scheidsrechter: Diaconescu |

### Gecombineerde stand (2010–2012)

#### Eindstand
| #  | Team                  | GW | Win | Gel | Ver | Bon | Pnt | Voor | Tegen | Saldo |
| -- | --------------------- | -- | --- | --- | --- | --- | --- | ---- | ----- | ----- |
| 1. | Bosnië en Herzegovina | 3  | 3   | 0   | 0   | 3   | 15  | 131  | 53    | 78    |
| 2. | Slowakije             | 3  | 1   | 0   | 2   | 1   | 5   | 61   | 98    | -37   |
| 3. | Azerbeidzjan          | 2  | 0   | 0   | 2   | 0   | 0   | 22   | 63    | -41   |

#### Legenda
| Kleur | Kwalificatie voor        |
| ----- | ------------------------ |
|       | Promotie naar Divisie 2D |